# Wybory parlamentarne w Albanii w 1945 roku
Wybory parlamentarne w Albanii w 1945 – wybory do parlamentu Albanii zostały przeprowadzone 2 grudnia 1945.

## Wyniki
| Front Demokratyczny | 505 304 | 93,7  | 82 |  |  |  |
| Bezpartyjni         | 37 906  | 6,3   | –  |  |  |  |
| Razem               | 543 210 | 100,0 | 82 |  |  |  |
| Frekwencja          | 603,566 | 89,9  | –  |  |  |  |
|                     |         |       |    |  |  |  |
| Źródło:             |         |       |    |  |  |  |

## Następstwa
Wybrani reprezentanci byli, poza kilkoma wyjątkami, członkami Partii Komunistycznej. Pierwsze posiedzenie parlamentu odbyło się 10 stycznia 1946. Następnego dnia podczas drugiego posiedzenia, Na wniosek deputowanego Hysniego Kapo, Zgromadzenie jednogłośnie proklamowało Albańską Republikę Ludową co było obaleniem monarchii i zakazano królowi i jego spadkobiercom wjazdu do kraju. 12 stycznia zostało wybrane prezydium Zgromadzenia, na przewodniczącego prezydium wybrano Omera Nishaniego. Po okresie publicznej dyskusji na temat projektu konstytucyjnego, jako pierwsza konstytucja powojenna została uchwalona 14 stycznia 1946 i Zgromadzenie Konstytucyjne zostało zmienione na Zgromadzenie Ludowe. 18 marca Enver Hoxha został desygnowany na premiera. 20 marca wraz z proponowanym składem Rady Ministrów został powołany i 22 marca zaprzysiężony wraz z rządem.